# سیارک ۲۰۶۹۳
سیارک ۲۰۶۹۳ (به انگلیسی: 20693 Ramondiaz، نامگذاری:1999VV81) بیست هزار و ششصد و نود و سومین سیارک کشف شده‌است که در ۵ نوامبر ۱۹۹۹ کشف شد.
قدر مطلق سیارک برابر ۱۹٫۵ است.